# A Journey's End
A Journey's End – drugi album studyjny irlandzkiego zespołu black metalowego Primordial. Wydawnictwo ukazało się 9 stycznia 1998 roku nakładem wytwórni muzycznej Misanthropy Records.

## Lista utworów
Opracowano na podstawie materiału źródłowego.
1. "Graven Idol" (sł. A.A. Nemtheanga, muz. Primordial) - 08:06
2. "Dark Song" (sł. Fergal Flannery, muz. Primordial) - 05:06
3. "Autumn's Ablaze" (sł. A.A. Nemtheanga, muz. Primordial) - 08:17
4. "Journey's End" (sł. A.A. Nemtheanga, muz. Primordial) - 08:01
5. "Solitary Mourner" (sł. A.A. Nemtheanga, muz. Primordial) - 02:56
6. "Bitter Harvest" (sł. A.A. Nemtheanga, muz. Primordial) - 10:34
7. "On aistear deirneach" (muz. Primordial) - 04:28 (utwór instrumentalny)